# Tove Alsterdal
Tove Kerstin Alsterdal (født 28. december 1960 i Malmø) er en svensk journalist og forfatter. Hendes kriminalroman Stormfald blev tildelt litteraturprisen Glasnøglen i 2021.
Alsterdal blev uddannet som journalist i 1985 og har været redaktør på flere af Liza Marklunds bøger. Hun skrev for eksempel også manuskriptet til spillefilmen Som dag og nat (2009), der er instrueret af Helena Bergström.